# Irmãos Adorno

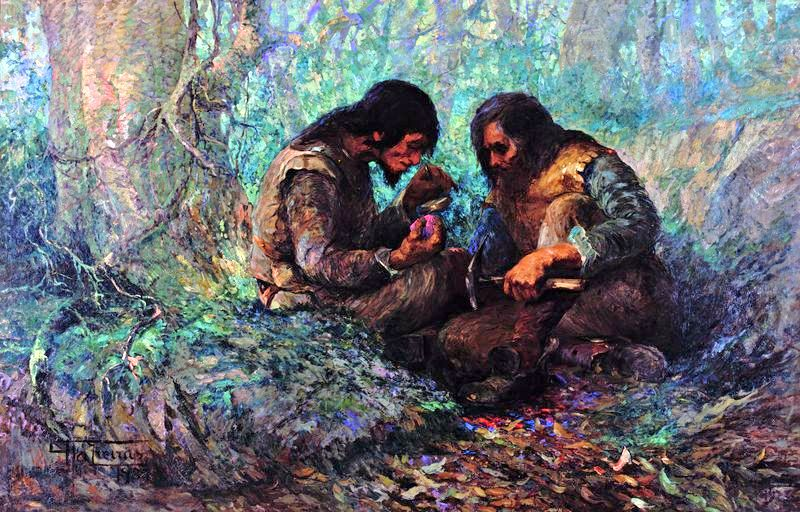
Capitão Dias Adorno (1933), de Antônio Parreiras, representando os primeiros dias de vida do bandeirante.

Os Irmãos Adorno (Giuseppe, Francesco e Paolo) foram genoveses de origem fidalga que figuram entre os primeiros povoadores do Brasil Colônia como integrantes da armada de Martim Afonso de Sousa, em 1530-1532. São homenageados com o batismo de uma avenida, em Praia Grande, e uma rua, em Bertioga, no litoral paulista.  

## História da família
Os irmãos Adorno eram descendentes de uma célebre família genovesa, cuja primeira participação na vida pública se deu em 1321. Gianfranco Adorno, ao ser eleito ancião, marca o início das conquistas populares que fariam o declínio do sistema feudal em 1339, com o governo de Simone "Simão" Boccanegra, que teria sido sucedido por Gabriele Adorno, primeiro doge da família. Outros membro da família também foram doges, como Giorgio Adorno (elevado ao trono ducal em 1413). Antonio Adorno era doge em Gênova quando foi expulso por Andrea Doria, que atacara a cidade com uma grande armada, em 1528.
A família pertencia ao partido gibelino, contrário aos papas, e durante duzentos anos tiveram lutas políticas com a família Fregoso. Consta que trabalharam na fabricação de açúcar na Ilha da Madeira. Junto com Martim Afonso de Sousa vieram para o Brasil e fixaram-se na região de São Vicente e Santos, exceto Paulo que depois se fixou na Bahia.

### Antônio Adorno
Foi capitão de infantaria e alcaide-mor da vila de Bertioga, nomeado pelo primeiro governador-geral do Brasil, Tomé de Sousa. Foi também almoxarife dos armazéns e da artilharia da fortaleza de Bertioga. Em 1552, graças à sua intervenção junto ao governador-geral, recebeu da Bahia armamentos e munições que tornaram o pequeno forte de Bertioga apto a defender o povoado, constantemente assaltado pelos índios.Também no Recife, no Córrego do Jenipapo, há uma rua homenageando Antonio Dias Adorno.Ainda, em Belo Horizonte, existe a Rua Dias Adorno, no bairro Santo Agostinho.

### José Adorno
Estabeleceu-se junto ao morro do Fontana, em Santos, às margens do rio São Jerônimo, onde fundou o engenho de São João. Homem violento e de costumes dissolutos, regenerou-se mais tarde, tornando-se católico e grande amigo dos jesuítas. É de se notar que parte de suas terras e riquezas foram, não se sabe como, para a Igreja Católica (Companhia de Jesus) em São Vicente. Em 1560, era provedor da Santa Casa de Misericórdia, em Santos. Lá fundou a capela de Nossa Senhora da Graça, em 1562, que foi mais tarde "doada" aos carmelitas. A capela foi demolida apenas em 1903. Ergueu também a capela de Santo Amaro do Guaimbê, na ilha chamada de Guaimbê pelos tupis, hoje Ilha de Santo Amaro
Em 1565, por ocasião das negociações de paz com os tamoios, conduziu, em sua canoa, Manuel da Nóbrega e José de Anchieta para a praia de Iperoig, onde prestou serviços de valor. Em 1565, incorporou-se à armada de Estácio de Sá, colaborando na expulsão dos franceses do Rio de Janeiro. Acompanhou Jerônimo Leitão na guerra de 1575 contra os indígenas do Cabo Frio. Em 1583 tomou parte na comissão encarregada de providenciar a retirada dos galeões de Edward Fenton, cujos tripulantes tentavam se estabelecer no porto de Santos. Frei Gaspar da Madre de Deus o cita como uma das maiores fortunas do século XVI e grande benfeitor para a segurança e progresso agrícola da colonização da Capitania de São Vicente. Morreu com mais de cem anos, em 1605.

### Paulo Dias Adorno
Por ter cometido um assassinato em 1533, Paulo Adorno fugiu para a Bahia, tendo se casado em 1534 com Felipa Dias (ou Álvares), filha de de Diogo Álvares (o Caramuru). teve um filho do qual, mais tarde, nasceu o sertanista Antônio Dias Adorno. Um dos primeiros povoadores da Bahia, trabalhava por conta própria, com seus navios e escravos. Combateu os índios em São Vicente e na Bahia. Em 1558 acompanhou Fernão de Sá na guerra contra os índios do Espírito Santo. Entre 1565 e 1567, participou na conquista da França Antártica, chegando a comandar um dos navios de Estácio de Sá.

### Antônio Dias Adorno (neto de Paulo Dias Adorno)
Antônio Dias Adorno, neto de Paulo Adorno, foi um bandeirante e explorador português que efetuou diversas expedições pelo sertão, principalmente nas regiões da Bahia, Minas Gerais e Espírito Santo. Não deve ser confundido com o também bandeirante Antônio Dias de Oliveira, paulista. Em 1574, partindo de Salvador por mar, Adorno penetrou no Rio Caravelas e por terra chegou ao vale do Rio Mucuri, alcançando as terras do atual estado de Minas Gerais. Como a sua houve muitas outras entradas e explorações - as de André de Leão, Diogo Martins Cão, Marcos de Azevedo e seu filho, que devem ter atingido o extremo norte da atual Minas Gerais em busca da lendária lagoa de  Vupabuçu, mas seus frutos não foram  ouro e esmeraldas, mas sim índios para escravizar. Assim relata seu contemporâneo, Gabriel Soares de Souza: 
Este rio Doce vem de muito longe e corre até o mar quase [no sentido] leste-oeste, pelo qual um Bastião Fernandes Tourinho, de quem falamos, fez uma entrada navegando por ele acima, até onde o ajudou a maré , com certos companheiros, e entrando por um braço acima, que se chama Mandi, onde desembarcou, caminhou por terra obra de vinte léguas, com o rosto a oés-sudoeste, onde foi dar com uma lagoa, a que o gentio chama boca do mar, por ser muito grande e funda, da qual nasce um rio que se mete neste rio doce, e leva muita água. Esta lagoa cresce às vezes tanto, que faz grande enchente neste rio Doce. Desta lagoa corre este rio a leste, e dela a quarenta léguas tem uma cachoeira; e andando esta gente ao longo do deste rio, que sai da lagoa mais de trinta léguas, se detiveram ali alguns dias; e tornando a caminhar, andaram quarenta dias com o rosto a oeste, e no cabo deles chegaram onde se mete este rio Doce, e andaram nestes quarenta dias setenta léguas pouco mais ou menos. E como esta gente chegou a este rio Doce, e o acharam tão possante, fizeram nele canoas de casca, em que se embarcaram, e foram por ali acima, até onde se mete neste rio outro, a que chamam Açeçi, pelo qual entraram e foram quatro léguas, e no cabo delas desembarcaram e foram por terra com o rosto a noroeste onze dias, e atravessaram o Açeçi, e andaram ao longo dele cinquenta léguas ao longo dele da banda ao sul trinta léguas.
E aqui, conta-se como acharam as pedras:
Aqui achou esta gente umas pedreiras, que tem umas pedras verdoengas, e que tomam de azul que parecem turquescas (sic), e afirmou aqui o gentio vizinho que no cimo deste monte se tiravam pedras muito azuis, e que havia outras que, segundo sua informação, havia muito ouro descoberto. E quando esta gente passou o Açeçi a derradeira vez, dali cinco ou seis léguas da banda do norte, achou Bastião Fernandes uma pedreira de esmeraldas e outra de safiras, as quais estão ao pé de uma serra cheia de arvoredo do tamanho de uma légua, e quando esta gente ia do mar por  este rio Doce, acima sessenta ou setenta léguas da barra, acharam umas serras ao longo do rio Arvoredo, e quase todas de pedra, em que também acharam pedras verdes; e indo mais acima quatro ou cinco léguas da banda do sul, está outra serra, em que afirma o gentio haver pedras verdes e vermelhas tão compridas como dedos, e outras azuis, todas mui resplandecentes. Desta serra para a banda de leste pouco mais de uma légua está uma serra, que é quase toda de cristal muito fino, a qual terá em si muitas esmeraldas, e outras pedras azuis. Com estas informações que Bastião Fernandes deu a Luís de Brito, sendo governador, mandou Antonio Dias Adorno, como já fica dito atrás, o qual achou ao pé deste serra, da banda de leste as esmeraldas, e da de oeste as safiras. E umas e outras nascem no cristal, de onde trouxeram muitas e algumas muito grandes, mas todas baixas; mas presume-se que debaixo da terra as deve de haver finas, porque estas estavam à flor da terra. Em muitas partes achou esta gente pedras desacostumadas, de grande peso, que afirmam terem ouro e prata, do que não trouxeram amostras, por não poderem trazer mais que as primeiras e com trabalho; a qual gente se tornou para o mar pelo rio Grande abaixo, como já fica dito. E Antonio Dias Adorno, quando foi a estas pedras, as recolheu por terra, atravessando pelos Tupinaes (sic) e por entre os Tupinambas (sic), e com uns e outros teve grandes escaramuças, e com muito trabalho e risco de sua pessoa chegou à Bahia e fazenda de Gabriel Soares de Sousa.